# Alfons Rovira
Alfons Rovira   (Gavà, 1949 - Gavà, 24 de juny de 1984) va ser un coreògraf, escenògraf i intèrpret català.
Alfons Rovira va debutar al Gran Teatre del Liceu l'any 1963 i hi va ballar fins al 1974, primer dins del cos de ball i després com a primer ballarí. Com a membre de la Companyia Titular del Gran Teatre del Liceu, es va iniciar en el camp de la coreografia gràcies a la voluntat del seu director, Joan Magrinyà, de renovar el repertori dansístic. Alfons Rovira va ser un ballarí destacat que va crear alguns títols amb gran èxit, segons les crítiques de l'època. Entre aquests destaca el ballet Obsesión, musicat per Diego Monjo Poveda, fill del conegut cantant i director d'escena del Liceu.
El 1970 també signa l'escenografia del ballet Nochebuena del diablo, en què ell interpreta el protagonista.
L'any 1971 l'Institut del Teatre li va lliurar el Premi Nacional de Teatre, que concedia el Ministeri d'Informació i Turisme. També va rebre el primer Premi al Mèrit Artístic, que atorgava el Gran Teatre del Liceu.
L'any 1977 Alfonso Rovira triomfa a Alemanya com a ballarí protagonitzant el ballet Hamlet, del compositor rus Nicolai Tscherwinski, al Musiktheater de Gelsenkirchen de l'Alemanya Federal. Segons diu una crònica de La Vanguardia de l'època, Rovira «ha sigut el primer artista occidental que ha interpretat aquesta important peça del teatre coreogràfic eslau» (Kirov). La crítica alemanya, reflectint l'opinió general, va escriure que Alfons Rovira «és un gran clàssic amb classe, un ballarí més que correcte». Aquest triomf va ser molt significatiu per a la seva carrera internacional i va ser primera estrella del Teatre del Liceu, que va recordar les seves repetides i brillants actuacions.
Junt amb les facetes de ballarí i coreògraf, també va destacar com a gran dibuixant. La seva mort prematura, el 1984 amb trenta-cinc anys, va commocionar el món de la dansa a Catalunya. El 1984 i 1985 es van organitzar a Gavà els Memorials Alfons Rovira en honor seu.
Era net del metge Josep Rovira i Torres (1852-1918).

## Significació
Alfons Rovira va ser el primer coreògraf a prendre el testimoni de Joan Magrinyà. També va ser el primer ballarí sorgit de l'escola Magrinyà que va triomfar a Europa.

## Estrenes[1]

### Com a ballarí
- Com a ballarí del Ballet del Gran Teatre del Liceu, intervé en els següents ballets, amb coreografia de Joan Magrinyà:
- Suite de danses sobre temes de Couperin (1963-1964). Música: Richard Strauss.
- El amor brujo, (1964). Música: Manuel de Falla Gavines (1964). Música: Joan Altisent Evocació (1964). Música: Jean Sibelius A tiempo romántico (1967; 1973). Música: Enric Granados.
- The Duel (1967; 1973). Música: Raffaello de Banfield (Personatge: Tancredi).
- La llegenda de Josep (1968). Música: Richard Strauss (Personatge: Josep).
- Els cinc continents (1969). Música: Joan Guinjoan Nochebuena del diablo (1970). Música: Oscar Esplà (Personatge: El diable). També signa l'escenografia. Soirée vienesa (1970). Música: Richard Strauss Pierrot (1973). Música: Albert Prats Trián (Personatge: Pierrot).
- El sombrero de tres picos (1973). Música: Manuel de Falla (Personatge: El Molinero).
- Fandango de candil (Estrena, 1973). Música: Enric Granados, Amadeu Vives, Cristóbal Halfter, Obradors, Juan Alfonso, Galván Obsesión (Estrena mundial, 1973). Música: Diego Monjo jr. Coreografia: Alfons Rovira (Personatge: Escultor).
- A més, com a ballarí va intervenir en la majoria d'òperes que es van representar al Gran Teatre del Liceu del 1964 al 1974.

### Com a coreògraf
- Obsesión (1973).
- La Rateta presumida.